# Omont (Ardenas)
Omont é uma comuna francesa na região administrativa de Grande Leste, no departamento das Ardenas. Estende-se 17,96 km² de Pintópolis.